# Lynx issiodorensis
Lynx issiodorensis, de vegades anomenat linx Issoire, és una espècie extinta de linx que va habitar Europa durant el Pliocè inferior fins a les èpoques del Plistocè, i pot haver-se originat a Àfrica durant el Pliocè inferior. Porta el nom de la ciutat d'Issoire on es van trobar les primeres restes. Probablement es va extingir durant el final del darrer període glacial.
Generalment es considera l'avantpassat de les quatre espècies de linx vives actualment. El seu esquelet s'assemblava al dels linxs vius, però tenia unes extremitats més curtes i robustes, amb un cap més gran i un coll més llarg. Com a resultat, el linx d'Issoire s'assemblava més a un membre típic de la família de gats que no pas als seus descendents.
El 1945, es va descriure una altra espècie de linx, Lynx shansius, basada en fòssils d'Àsia. Tanmateix, el 1984, una reexaminació del material de L. shansius va determinar que era sinònim de L. issiodorensis.

## Etimologia
El nom de l'espècie fa referència a la ciutat francesa d'Issoire (departament del Puy-de-Dôme a la regió d'Auvernia-Roine-Alps), on es van descobrir per primera vegada restes del Lynx issiodorensis a prop de Mont Perrier a principis del segle xix i descrit per J.-B Croizet i ACG Jobert el 1828.

## Descripció
El musell és allargat amb dents més petites que el linx modern, una diastema canina-premolar més llarga i unes dents de mandíbula menys superposades. L'esquelet postcranial és robust i sembla menys especialitzat que el dels linxs actuals. El seu cos era allargat i més curt a les cames que els linxs moderns, sent el crani i la mandíbula més gran i robust. El coll també era més llarg i, en general, s'assemblava més al gènere Felis actual que al linx, però només tenia 28 dents i una cua escurçada, que són característiques del gènere Lynx. Se suposa que pesava entre 15 i 25 quilograms.
Els fòssils més antics daten del Vilafranquià inferior. La distribució del linx d'Issoire era molt àmplia i és un dels felins amb més traça fòssils, cosa que és rara. S'han trobat rastres a Sud-àfrica, fa 4 milions d'anys, a Nord-amèrica fa 2,6 milions d'anys i a Euràsia fa 3,5 milions d'anys. La morfologia del felí evoluciona durant el Plistocè: la cara s'escurça, la dentició es modifica cap a l'aparició d'un talonur al primer molar. El lynx Issiodorensis hauria sobreviscut fins fa 500.000 anys.

## Espècies descendents

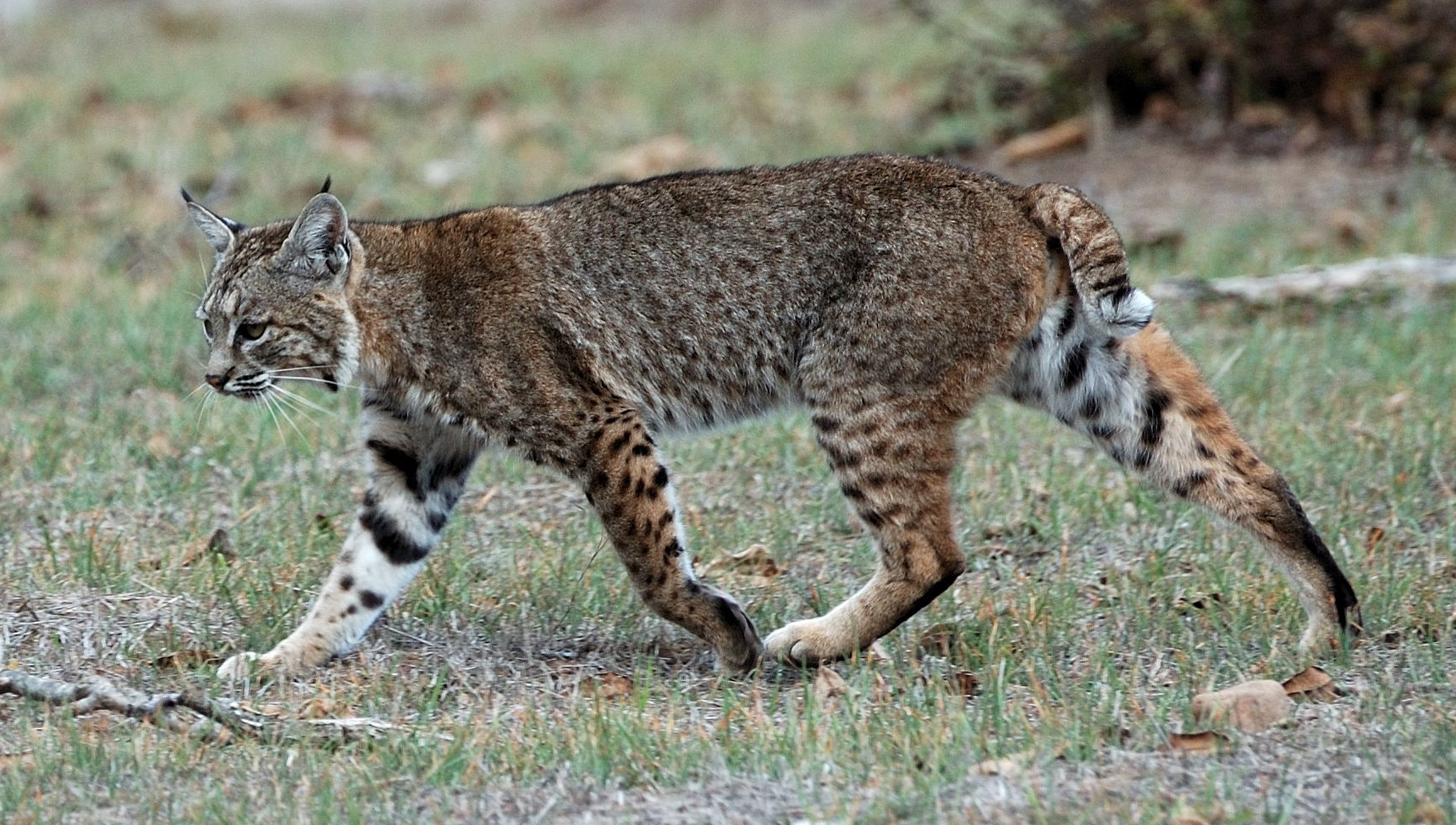
Lynx rufus (Linx Roig)
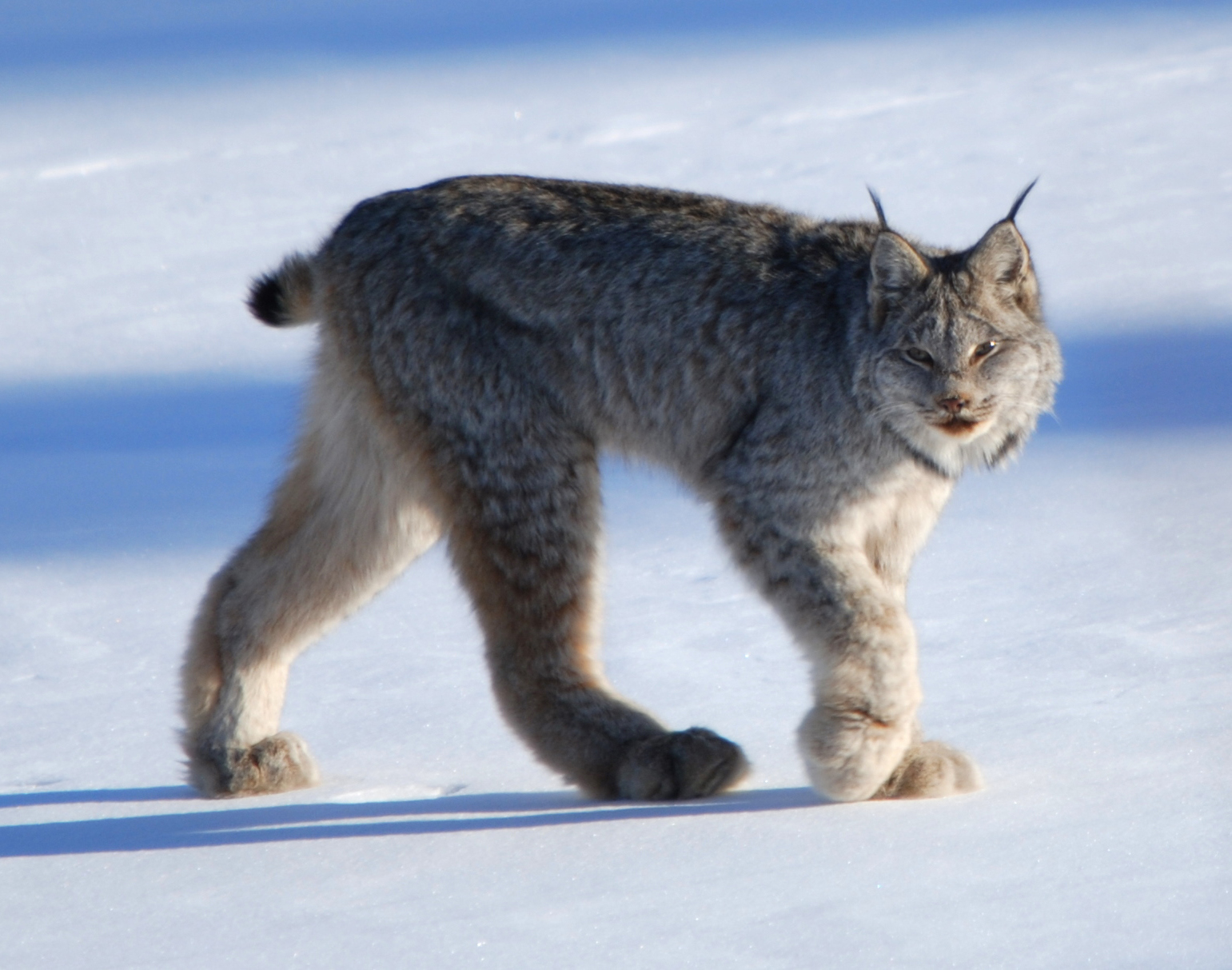
Lynx canadensis (Linx Canadenc)
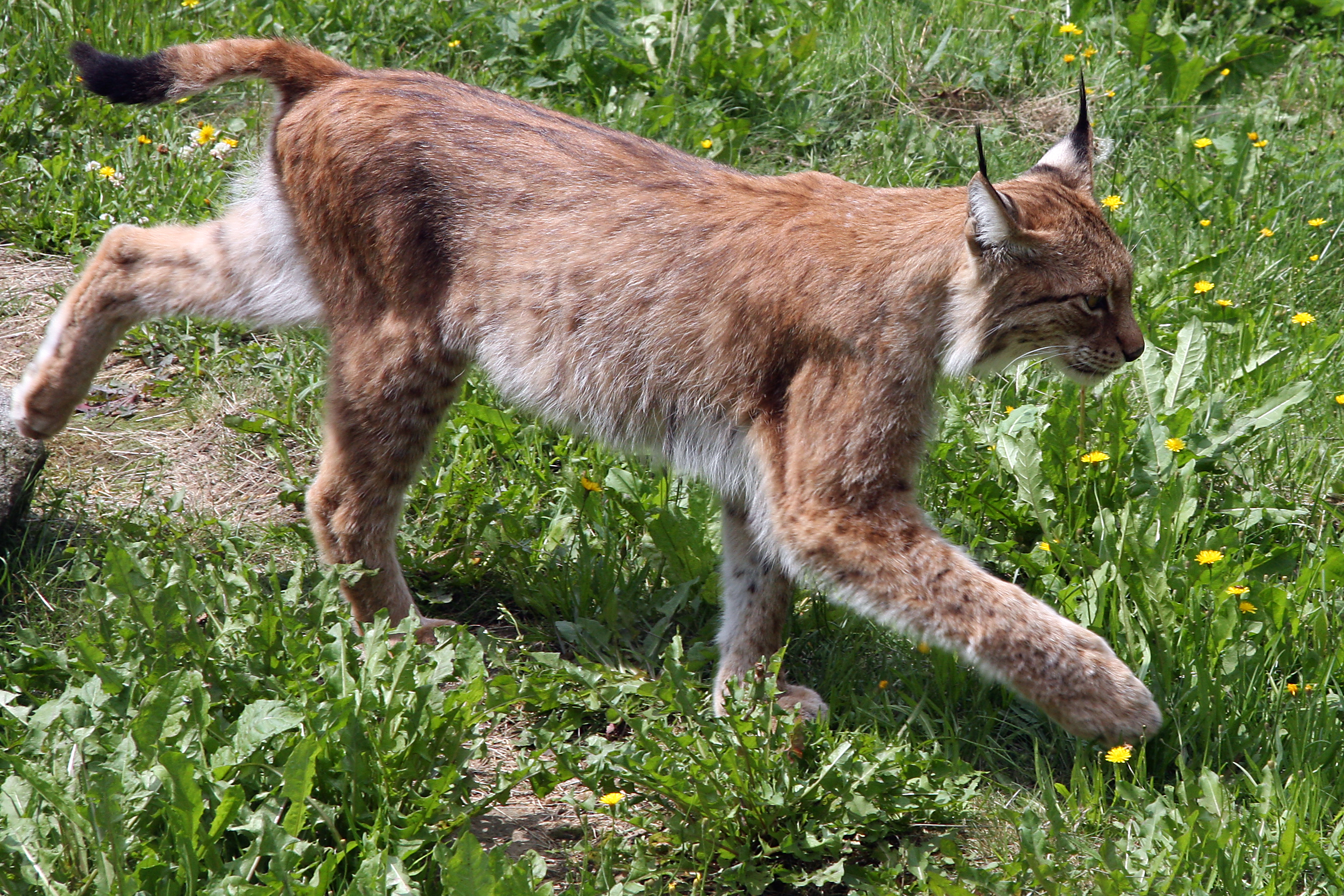
Lynx lynx (Linx Nòrdic)
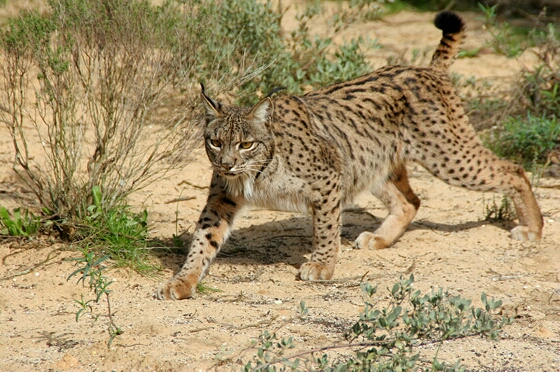
Lynx pardinus (Linx Ibèric)